# 傑佛遜 (科羅拉多州)
傑佛遜（英語：Jefferson）是位於美國科羅拉多州帕克縣的一個非建制地區。該地的面積和人口皆未知。

## 地理
傑佛遜的座標為39°22′39″N 105°48′02″W / 39.37750°N 105.80056°W，而該地的平均海拔高度為2896米（即9501英尺）。